# Kamptalwarte

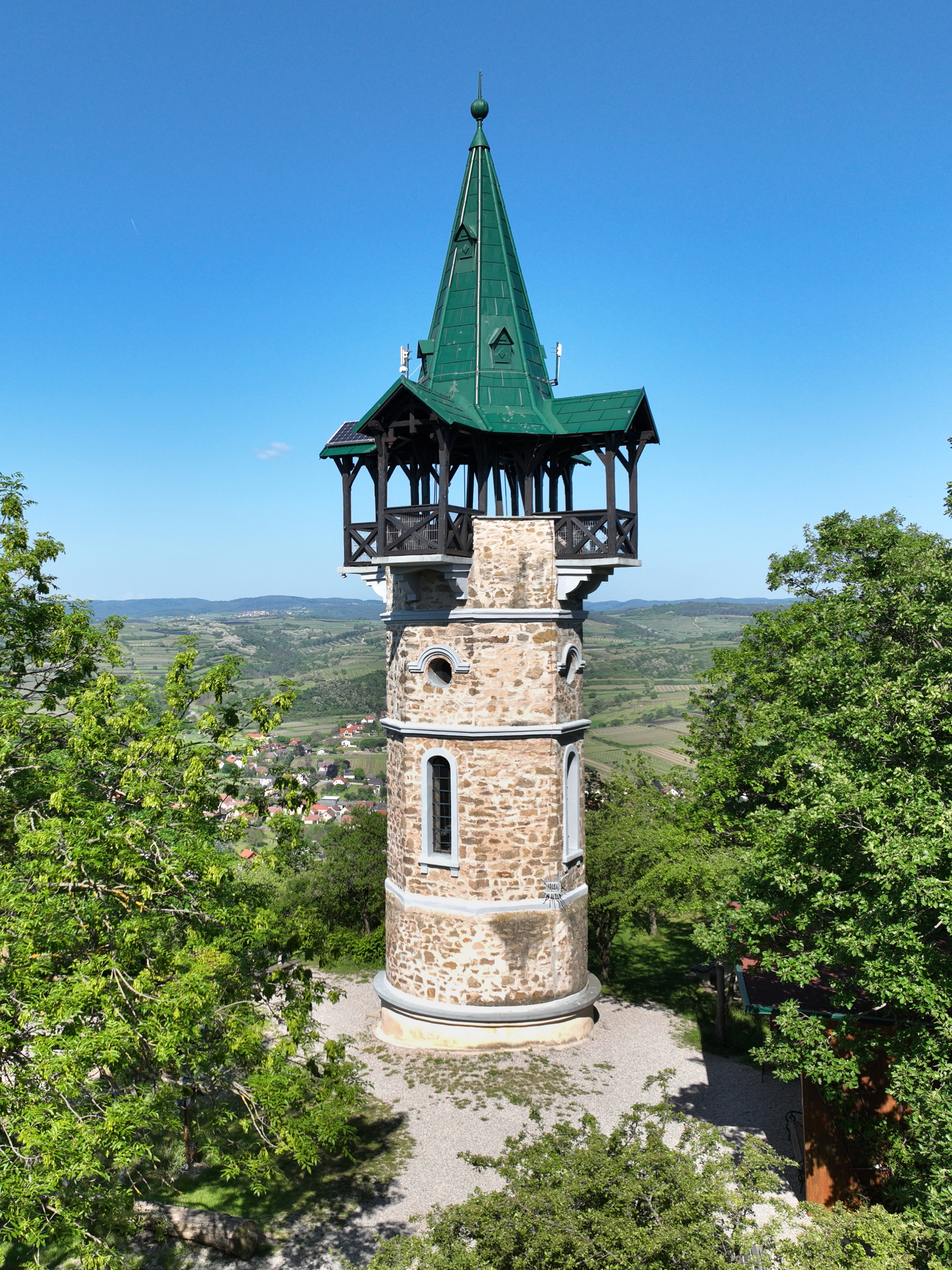
Kamptalwarte

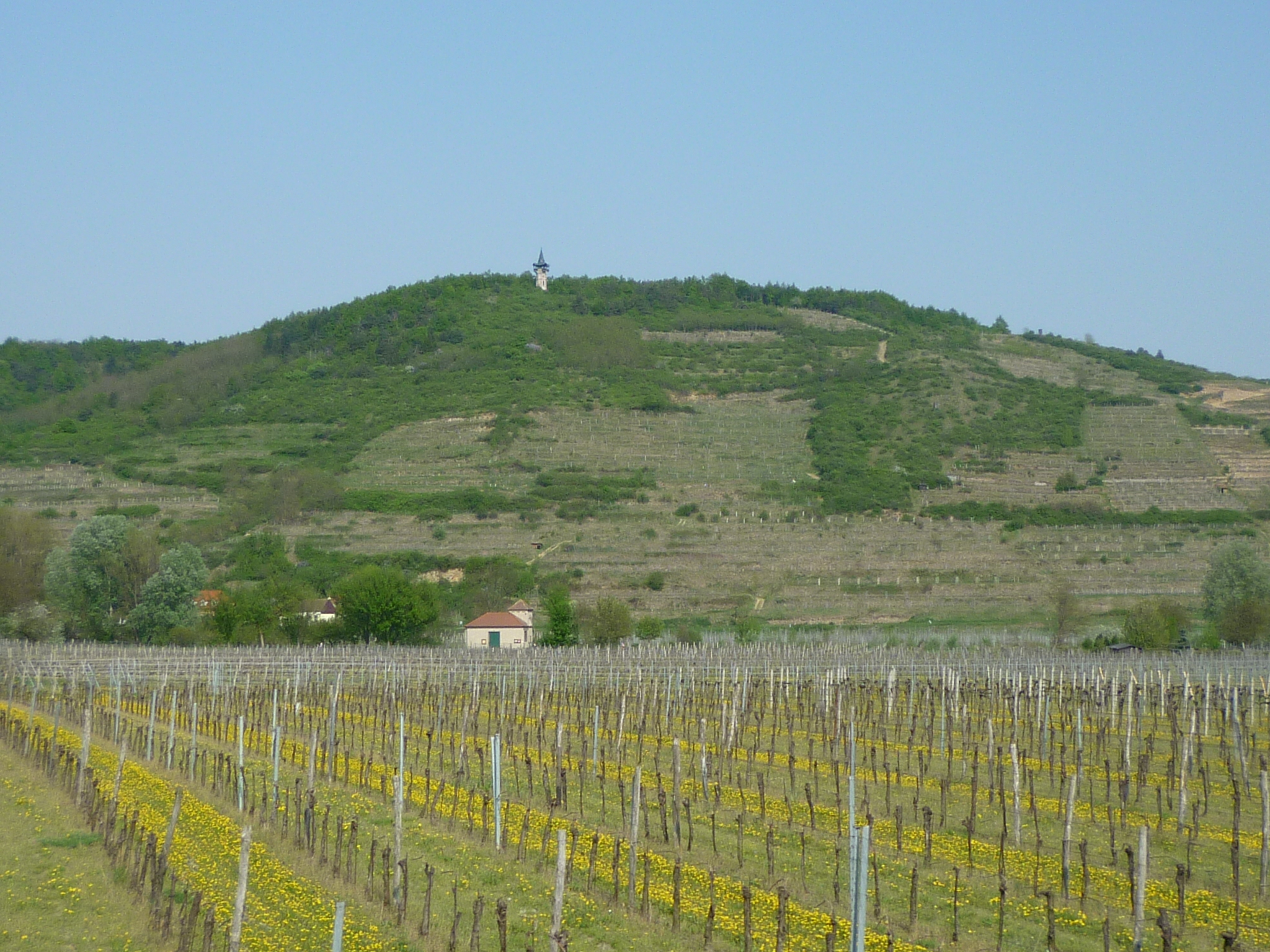
Der Heiligenstein mit der Kamptalwarte.

Die Kamptalwarte ist ein 21 Meter hoher, auf 351 m Seehöhe gelegener Aussichtsturm auf dem Heiligenstein auf dem Gebiet der Katastralgemeinde Zöbing am Kamp im Bezirk Krems-Land in Niederösterreich.

## Geschichte

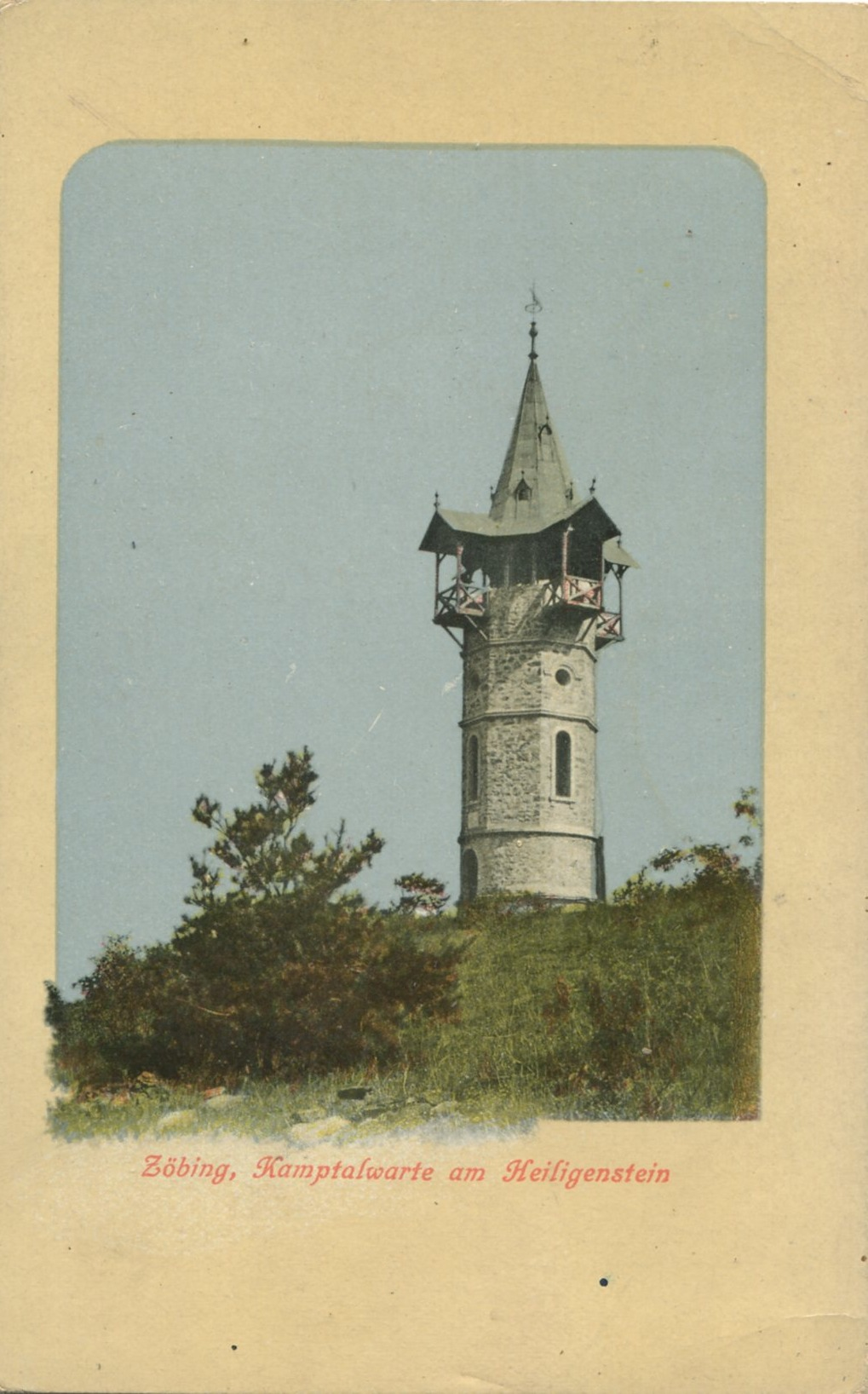
Die Kamptalwarte auf dem Heiligenstein. Ansichtskarte, 1910.

Der Aussichtsturm Kamptalwarte wurde 1897 kurz nach Beginn der touristischen Erschließung des Kamptals, die durch die Eröffnung der Kamptalbahn 1889 einsetzte, durch die 1890 gegründete Sektion Langenlois des Österreichischen Touristenklubs im neogotischen Stil errichtet. Sie befindet sich auf dem Heiligenstein, einem östlich von Langenlois im Ortsgebiet von Zöbing gelegenen Ausläufer des Manhartsbergs, der als eine der besten Rieslinglagen in Europa gilt. Sie ermöglicht einen Ausblick auf das Weinbaugebiet Kamptal, das Donautal und bei guter Witterung bis hin zum Ötscher.
Die Kamptalwarte befindet sich noch heute im Besitz des Österreichischen Touristenklubs, der 1913, 1951 und in den 1980er Jahren umfassende Renovierungen durchführen ließ. 2002 erfolgte die Installierung einer kleinen Solar- und einer Windkraftanlage zur nächtlichen Beleuchtung der Warte.

## Sonstiges
Die Kamptalwarte ist an Sonn- und Feiertagen zwischen 14 und 17 Uhr zugänglich. Außerhalb dieser Zeit kann in verschiedenen Gaststätten in Zöbing, Langenlois und Straß im Straßertale der Turmschlüssel ausgeliehen werden.